# Droga wojewódzka nr 198
Droga wojewódzka nr 198 (DW198) – droga wojewódzka klasy G w województwie wielkopolskim. Arteria łączy okolice Międzychodu z północnymi przedmieściami Sierakowa. Droga biegnie równolegle do koryta Warty, a jej długość wynosi ok. 17 km.

## Dopuszczalny nacisk na oś
Od 13 marca 2021 roku na drodze dozwolony jest ruch pojazdów o nacisku pojedynczej osi napędowej do 11,5 tony, z wyjątkiem miejsc oznaczonych znakiem zakazu B-19.

### Do 13 marca 2021 r.
Wcześniej na całej długości drogi dopuszczalny był ruch pojazdów o nacisku osi pojedynczej nie przekraczającym 8 ton.

## Miejscowości przy trasie

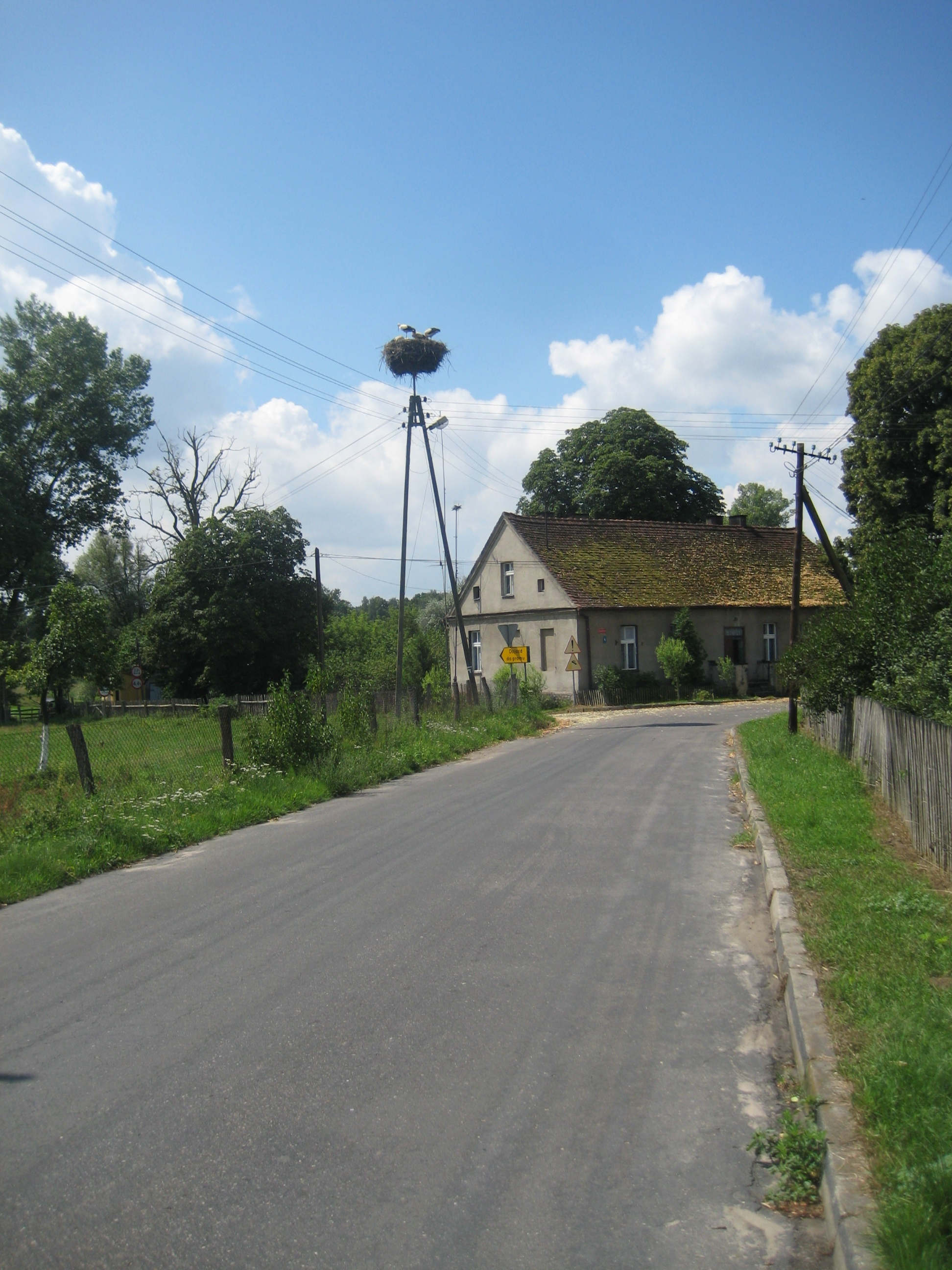
Droga w Zatomie Nowym

- Radgoszcz
- Kaplin
- Mokrzec
- Zatom Nowy
- Sieraków